# Mastor aenus
Mastor aenus är en fjärilsart som beskrevs av Edwards 1878. Mastor aenus ingår i släktet Mastor och familjen tjockhuvuden. Inga underarter finns listade i Catalogue of Life.